# Monique Wilson (politica)
Monique Wilson is een lid van de eilandsraad van Saba voor de Saba Labour Party, en vervult dit ambt sinds de eilandsraadsverkiezingen van 2015.

## Persoonlijk leven
Wilson werd geboren op Saba en volgde er basis- en secundair onderwijs. Vervolgens vertrok ze naar de Verenigde Staten, waar ze twee bachelors behaalde, in sociologie en crimineel recht, evenals een master in begeleiding voor de geestelijke gezondheidszorg. Buiten haar politiek werk is Wilson nog steeds actief als maatschappelijk werkster en gezinsvoogd.

## Politieke loopbaan
Monique Wilson was kandidaat voor de Saba Labour Party (SLP) in de eilandsraadsverkiezingen van 2015, waarin ze met 121 stemmen op ongeveer 1000 kiesgerechtigden verkozen werd. Dit was de eerste keer dat ze zich kandidaat stelde voor een verkozen ambt. Van de 18 kandidaten kwam Wilson uit op de derde plaats, de hoogste plaats voor haar partij. Na de verkiezingen ging ze als een van de twee vertegenwoordigers van de SLP zetelen in de eilandsraad, in de oppositie tegen de Windward Islands People's Movement (WIPM), die drie zetels behaald had. Ze was het enige vrouwelijke lid van de raad en nam de plaats in van de WIPM-kandidate Amelia Nicholson.
In 2016 maakte ze deel uit van de officiële afvaardiging die de regering van Saint Kitts en Nevis bezocht om de samenwerking tussen de twee eilandstaten te bevorderen. Het volgende jaar sprak ze over de manieren waarop de Sabaanse regering meer kon doen om schoolverlaters meer vaardigheden te geven zodat ze zouden kunnen bijdragen aan de plaatselijke economie. Ze benadrukte ook de noodzaak voor de Sabaanse jeugd om Nederlands te leren.